# Roberta Pantani
Pour les articles homonymes, voir Pantani.
Roberta Pantani, née le 19 septembre 1965 à Sorengo est une personnalité politique suisse membre de la Ligue des Tessinois.

## Biographie
Elle est élue au Conseil national comme représentante du canton du Tessin en 2011.
En 2015, elle est réélue députée au Conseil national comme représentant du canton du Tessin lors des élections fédérales.